# World RX de Francia 2018
El World RX de Francia 2018, oficialmente World RX of France, es una prueba de Rallycross en Francia válida para el Campeonato Mundial de Rallycross. Se celebró en el Circuito de Lohéac en Lohéac, Bretaña, Francia.
Johan Kristoffersson consiguió su quinta victoria consecutiva y séptima de la temporada a bordo de su Volkswagen Polo R, seguido de Andreas Bakkerud y Petter Solberg.
En RX2 el sueco Oliver Eriksson consiguió su tercera victoria en la temporada, seguido del finlandés Sami-Matti Trogen y belga Guillaume De Ridder.

## Supercar

### Series
| Pos. | N.º | Piloto               | Equipo                          | Auto              | Q1   | Q2   | Q3   | Q4   | Pts |
| ---- | --- | -------------------- | ------------------------------- | ----------------- | ---- | ---- | ---- | ---- | --- |
| 1    | 1   | Johan Kristoffersson | PSRX Volkswagen Sweden          | Volkswagen Polo R | 1.º  | 2.º  | 1.º  | 1.º  | 16  |
| 2    | 13  | Andreas Bakkerud     | EKS Audi Sport                  | Audi S1           | 2.º  | 3.º  | 4.º  | 5.º  | 15  |
| 3    | 5   | Mattias Ekström      | EKS Audi Sport                  | Audi S1           | 6.º  | 1.º  | 3.º  | 8.º  | 14  |
| 4    | 11  | Petter Solberg       | PSRX Volkswagen Sweden          | Volkswagen Polo R | 3.º  | 7.º  | 9.º  | 2.º  | 13  |
| 5    | 21  | Timmy Hansen         | Team Peugeot Total              | Peugeot 208       | 5.º  | 6.º  | 7.º  | 3.º  | 12  |
| 6    | 33  | Liam Doran           | GC Kompetition                  | Renault Mégane RS | 8.º  | 11.º | 2.º  | 10.º | 11  |
| 7    | 71  | Kevin Hansen         | Team Peugeot Total              | Peugeot 208       | 7.º  | 10.º | 12.º | 4.º  | 10  |
| 8    | 7   | Timur Timerzyanov    | GRX Taneco Team                 | Hyundai i20       | 11.º | 12.º | 5.º  | 6.º  | 9   |
| 9    | 68  | Niclas Grönholm      | GRX Taneco Team                 | Hyundai i20       | 9.º  | 5.º  | 11.º | 13.º | 8   |
| 10   | 96  | Kevin Eriksson       | Olsbergs MSE                    | Ford Fiesta       | 13.º | 4.º  | 6.º  | 15.º | 7   |
| 11   | 36  | Guerlain Chicherit   | GC Kompetition                  | Renault Mégane RS | 14.º | 8.º  | 10.º | 7.º  | 6   |
| 12   | 9   | Sébastien Loeb       | Team Peugeot Total              | Peugeot 208       | 4.º  | 9.º  | 18.º | 9.º  | 5   |
| 13   | 6   | Jānis Baumanis       | STARD                           | Ford Fiesta       | 10.º | 13.º | 8.º  | 14.º | 4   |
| 14   | 57  | Toomas Heikkinen     | MJP Racing Team Austria         | Ford Fiesta       | 18.º | 14.º | 14.º | 11.º | 3   |
| 15   | 177 | Andrew Jordan        | MJP Racing Team Austria         | Ford Fiesta       | 12.º | 18.º | 16.º | 12.º | 2   |
| 16   | 24  | Tommy Rustad         | Marklund - HTB Racing           | Volkswagen Polo   | 19.º | 17.º | 13.º | 19.º | 1   |
| 17   | 4   | Robin Larsson        | Olsbergs MSE                    | Ford Fiesta       | 20.º | 16.º | 19.º | 17.º |     |
| 18   | 42  | Oliver Bennett       | Oliver Bennett                  | BMW MINI Cooper   | 24.º | 15.º | 17.º | 18.º |     |
| 19   | 66  | Grégoire Demoustier  | Sébastien Loeb Racing           | Peugeot 208       | 15.º | 24.º | 20.º | 16.º |     |
| 20   | 17  | Davy Jeanney         | Davy Jeanney                    | Peugeot 208       | 17.º | 23.º | 15.º | 23.º |     |
| 21   | 62  | Gaëtan Sérazin       | Gaëtan Sérazin                  | Peugeot 208       | 21.º | 20.º | 23.º | 20.º |     |
| 22   | 2   | Oliver O'Donovan     | Oliver O'Donovan                | Ford Fiesta       | 22.º | 19.º | 24.º | 22.º |     |
| 23   | 84  | "Knapick"            | Hervé "Knapick" Lemonnier       | Citroën DS3       | 25.º | 21.º | 21.º | 21.º |     |
| 24   | 29  | Emmanuel Anne        | Emmanuel Anne                   | Peugeot 208       | 23.º | 22.º | 22.º | 24.º |     |
| 25   | 44  | Timo Scheider        | All-Inkl.com Münnich Motorsport | SEAT Ibiza        | 16.º | 25.º | 25.º | 25.º |     |

### Semifinales
Semifinal 1
| Pos. | N.º | Piloto               | Equipo                 | Tiempo    | Pts |
| ---- | --- | -------------------- | ---------------------- | --------- | --- |
| 1    | 5   | Mattias Ekström      | EKS Audi Sport         | 03:42.253 | 6   |
| 2    | 1   | Johan Kristoffersson | PSRX Volkswagen Sweden | +0.315    | 5   |
| 3    | 21  | Timmy Hansen         | Team Peugeot Total     | +0.953    | 4   |
| 4    | 71  | Kevin Hansen         | Team Peugeot Total     | +5.231    | 3   |
| 5    | 36  | Guerlain Chicherit   | GC Kompetition         | +6.737    | 2   |
| 6    | 68  | Niclas Grönholm      | GRX Taneco Team        | +6.806    | 1   |

Semifinal 2
| Pos. | N.º | Piloto            | Equipo                 | Tiempo    | Pts |
| ---- | --- | ----------------- | ---------------------- | --------- | --- |
| 1    | 13  | Andreas Bakkerud  | EKS Audi Sport         | 03:44.473 | 6   |
| 2    | 9   | Sébastien Loeb    | Team Peugeot Total     | +1.412    | 5   |
| 3    | 11  | Petter Solberg    | PSRX Volkswagen Sweden | +3.913    | 4   |
| 4    | 96  | Kevin Eriksson    | Olsbergs MSE           | +6.303    | 3   |
| 5    | 7   | Timur Timerzyanov | GRX Taneco Team        | +6.719    | 2   |
| 6    | 33  | Liam Doran        | GC Kompetition         | +22.155   | 1   |

### Final
| Pos. | N.º | Piloto               | Equipo                 | Tiempo    | Pts |
| ---- | --- | -------------------- | ---------------------- | --------- | --- |
| 1    | 1   | Johan Kristoffersson | PSRX Volkswagen Sweden | 03:44.787 | 8   |
| 2    | 13  | Andreas Bakkerud     | EKS Audi Sport         | +0.340    | 5   |
| 3    | 11  | Petter Solberg       | PSRX Volkswagen Sweden | +0.784    | 4   |
| 4    | 5   | Mattias Ekström      | EKS Audi Sport         | +1.158    | 3   |
| 5    | 21  | Timmy Hansen         | Team Peugeot Total     | +1.423    | 2   |
| 6    | 9   | Sébastien Loeb       | Team Peugeot Total     | +1.575    | 1   |

## RX2 International Series

### Series
| Pos. | N.º | Piloto               | Equipo                    | Q1   | Q2   | Q3   | Q4   | Pts |
| ---- | --- | -------------------- | ------------------------- | ---- | ---- | ---- | ---- | --- |
| 1    | 96  | Guillaume De Ridder  | Olsbergs MSE              | 1.º  | 1.º  | 1.º  | 3.º  | 16  |
| 2    | 16  | Oliver Eriksson      | Olsbergs MSE              | 2.º  | 4.º  | 4.º  | 1.º  | 15  |
| 3    | 50  | Nathan Heathcote     | Team Faren                | 3.º  | 8.º  | 7.º  | 2.º  | 14  |
| 4    | 77  | Henrik Krogstad      | JC Raceteknik             | 5.º  | 16.º | 2.º  | 4.º  | 13  |
| 5    | 22  | Sami-Matti Trogen    | Set Promotion             | 7.º  | 6.º  | 6.º  | 5.º  | 12  |
| 6    | 69  | Sondre Evjen         | JC Raceteknik             | 8.º  | 11.º | 3.º  | 8.º  | 11  |
| 7    | 6   | William Nilsson      | JC Raceteknik             | 6.º  | 3.º  | 8.º  | 13.º | 10  |
| 8    | 65  | Jami Kalliomäki      | Set Promotion             | 11.º | 5.º  | 10.º | 9.º  | 9   |
| 9    | 21  | Conner Martell       | Team Faren                | 4.º  | 10.º | DNF  | 7.º  | 8   |
| 10   | 55  | Vasily Gryazin       | Sport Racing Technologies | 9.º  | 15.º | 5.º  | 10.º | 7   |
| 11   | 2   | Ben-Philip Gundersen | JC Raceteknik             | 10.º | 2.º  | DNF  | 15.º | 6   |
| 12   | 8   | Simon Wågø Syversen  | Set Promotion             | 17.º | 7.º  | 9.º  | 11.º | 5   |
| 13   | 53  | Cole Keatts          | Olsbergs MSE              | 13.º | 17.º | 11.º | 6.º  | 4   |
| 14   | 52  | Simon Olofsson       | Simon Olofsson            | 12º  | 12º  | 14.º | 12.º | 3   |
| 15   | 12  | Anders Michalak      | Anders Michalak           | 14.º | 9.º  | 15.º | 14.º | 2   |
| 16   | 75  | Edijs Oss            | Sport Racing Technologies | 16.º | 13º  | 13º  | 16.º | 1   |
| 17   | 66  | Albert Llovera       | Albert Llovera            | 15.º | 14.º | 12.º | 17.º |     |

### Semifinales
Semifinal 1
| Pos. | N.º | Piloto                | Equipo        | Tiempo    | Pts |
| ---- | --- | --------------------- | ------------- | --------- | --- |
| 1    | 96  | Guillaume De Ridder   | Olsbergs MSE  | 03:56.151 | 6   |
| 2    | 22  | Sami-Matti Trogen     | Set Promotion | +2.588    | 5   |
| 3    | 21  | Conner Martell        | Team Faren    | +6.731    | 4   |
| 4    | 50  | Nathan Heathcote      | Team Faren    | +7.488    | 3   |
| 5    | 6   | William Nilsson       | JC Raceteknik | +14.497   | 2   |
| 6    | 2   | Ben-Philip Gundersen‡ | JC Raceteknik | +7.916    | 1   |

‡ Ben-Philip Gundersen fue relegado hasta la última posición por decisión de los comisarios.
Semifinal 2
| Pos. | N.º | Piloto              | Equipo                    | Tiempo     | Pts |
| ---- | --- | ------------------- | ------------------------- | ---------- | --- |
| 1    | 16  | Oliver Eriksson     | Olsbergs MSE              | 03:56.533  | 6   |
| 2    | 77  | Henrik Krogstad     | JC Raceteknik             | +1.035     | 5   |
| 3    | 69  | Sondre Evjen        | JC Raceteknik             | +3.121     | 4   |
| 4    | 55  | Vasily Gryazin      | Sport Racing Technologies | +5.139     | 3   |
| 5    | 8   | Simon Wågø Syversen | Set Promotion             | +5.753     | 2   |
| 6    | 65  | Jami Kalliomäki     | Set Promotion             | +6 Vueltas | 1   |

### Final
| Pos. | N.º | Piloto              | Equipo        | Tiempo    | Pts |
| ---- | --- | ------------------- | ------------- | --------- | --- |
| 1    | 16  | Oliver Eriksson     | Olsbergs MSE  | 03:59.887 | 8   |
| 2    | 22  | Sami-Matti Trogen   | Set Promotion | +0.557    | 5   |
| 3    | 96  | Guillaume De Ridder | Olsbergs MSE  | +0.921    | 4   |
| 4    | 21  | Conner Martell      | Team Faren    | +1.969    | 3   |
| 5    | 69  | Sondre Evjen        | JC Raceteknik | +2.949    | 2   |
| 6    | 77  | Henrik Krogstad     | JC Raceteknik | +5.053    | 1   |

## Campeonatos tras la prueba
| Pos | Piloto               | Pts | Dif |
| --- | -------------------- | --- | --- |
| 1   | Johan Kristoffersson | 224 |     |
| 2   | Andreas Bakkerud     | 165 | +59 |
| 3   | Petter Solberg       | 160 | +64 |
| 4   | Timmy Hansen         | 158 | +66 |
| 5   | Mattias Ekström      | 157 | +67 |

| Pos | Piloto               | Pts | Dif |
| --- | -------------------- | --- | --- |
| 1   | Oliver Eriksson      | 154 |     |
| 2   | Guillaume De Ridder  | 140 | +14 |
| 3   | Henrik Krogstad      | 108 | +46 |
| 4   | Vasily Gryazin       | 95  | +59 |
| 5   | Ben-Philip Gundersen | 90  | +64 |

- Nota: Solamente se incluyen las cinco posiciones principales.